# Phoneyusa gabonica
Phoneyusa gabonica là một loài nhện trong họ Theraphosidae.
Loài này thuộc chi Phoneyusa. Phoneyusa gabonica được Eugène Simon miêu tả năm 1889.